# HD 146001
HD 146001，又名CD-2511453，SAO 184258、HR 6054，是一颗恒星，视星等为6.05，位于銀經350.39，銀緯18.12，其B1900.0坐标为赤經16h 8m 49.7s，赤緯-25° 18.12′ 24″。